# Clubiona lawrencei
Clubiona lawrencei är en spindelart som beskrevs av Roewer 1951. Clubiona lawrencei ingår i släktet Clubiona och familjen säckspindlar. Inga underarter finns listade i Catalogue of Life.